# 中間管理職
中間管理職（ちゅうかんかんりしょく）とは、管理職の中でも、自身より更に上位の管理職の指揮下に配属されている管理職の事を言う。
代表的な管理職として、部長、課長、係長が挙げられるが、この場合で中間管理職に該当するのは課長と係長となる。
部長は一般的な組織系統の場合、役員の指揮下にある場合が多く、役員は管理職ではないので、部長は中間管理職ではない。しかし、課長は更に上位の管理職である部長に、係長も更に上位の管理職である課長の指揮下に配属されているので、中間管理職となる。また、次長を置いている場合は、次長も部長の指揮下にいるので、中間管理職である。
警察官の階級では、警部、警部補が中間管理職である。